# Letausas
Letausas je říčka v Litvě, v Žemaitsku, teče v Telšiaiském kraji, v okrese Rietavas. Pramení na západoseverozápadním okraji okresního města Rietavas pod názvem Jaujupis. Tento název nese jen až do soutoku s potokem Urnupis. Teče zpočátku na východ, záhy na jihovýchod a jih po západním okraji města Rietavas. Podtéká pod Žemaitskou magistrálou - silnicí č. 197 Kryžkalnis - Klaipėda, za kterou se stáčí k západu, po soutoku s potokem Urnupis u vsi Jaujupėnai mění název na Letausas, po soutoku s potokem Klietė se z jižní strany stáčí do protisměru na východ a u obce Žadvainiai v blízkosti dálnice A1 se vlévá do řeky Jūra 145,1 km od jejího ústí do Němenu, jako její pravý přítok. Šířka koryta je 6 – 10 m, hloubka 1,6 – 1,8 m. Rychlost toku je 0,1 m/s. Průměrný průtok v ústí je 1,12 m³/s. Odtokový modul Letausu (13,4 l/s z 1 km²) je jeden z největších v Litvě

## Přítoky
Levé:
| Hydrologické pořadí | Řeka      | Délka (km) | Povodí (km²) | Vzdálenost od ústí (km) | Ústí kde | Koordináty ústí                  |
| ------------------- | --------- | ---------- | ------------ | ----------------------- | -------- | -------------------------------- |
| 16010086            | Paparstas | 2,3        | 7,8          | 2,2                     | Spraudis | 55°39′27″ s. š., 21°50′40″ v. d. |

Pravé:
| Hydrologické pořadí | Řeka    | Délka (km) | Povodí (km²) | Vzdálenost od ústí (km) | Ústí kde   | Koordináty ústí |
| ------------------- | ------- | ---------- | ------------ | ----------------------- | ---------- | --------------- |
| 16010081            | Urnupis | 3,2        | 6,7          | 13,8                    | Jaujupėnai |                 |
| 16010082            | Vedega  | 5,3        | 6,1          | 8,8                     | Vedegėnai  |                 |
| 16010083            | Klietė  | 4,6        | 9,8;         | 6,7                     | Raukos     |                 |
| 16010084            | L - 2   | 3,4        | 6,4          | 6,2                     | Raukos     |                 |
| 16010085            | Žygis   | 5,3        | 4,6          | 3,2                     | Spraudis   |                 |

## Jazykové souvislosti
Původ názvu není zcela probádán, doc. dr. Vytenis Almonaitis usuzuje, že je odvozen od slova "lieti" - lít, odlévat - pozměněného vlivem nářečí.